# Maurice Schmitz
Maurice Schmitz (* 15. August 1998 in Köln) ist ein deutscher Reality-TV-Darsteller und Influencer.
Er wurde 2021 durch die dritte Staffel der queeren Datingshow Prince Charming auf RTL+ bekannt, welche er an der Seite des damaligen Princen Kim Tränka verließ. 2023 nahm er an der ersten Staffel des Spin-Offs Charming Boys teil. Aktuell hat er das Amt des Mr. Gay Germany inne.

## Leben
Schmitz wuchs in Köln auf und outete sich im Alter von 21 Jahren als homosexuell. Er wuchs zusammen mit zwei älteren Schwestern auf. Seine Eltern ließen sich trennen, als Schmitz 18 Jahre alt war.
Bereits während seiner Kindheit war er im Kölner Karneval aktiv. Mit zehn Jahren begann er in der Kölner Tanzgruppe Kammerkätzchen und Kammerdiener. Mit erreichen der Volljährigkeit wechselte er in die Tanzgruppe für Erwachsene. 
Von 2018 bis 2021 war Schmitz Tanzoffizier bei der Kölner Funken Artillerie blau weiß von 1870 e. V.
2018 schloss Schmitz die Max-Ernst-Gesamtschule mit der allgemeinen Hochschulreife ab. Nach seinem Abitur begann er eine Ausbildung zum Kaufmann für Versicherungen und Finanzen bei der Gothaer Versicherung, welche er erfolgreich 2022 abgeschlossen hat.

## Mr. Gay Germany
Von Oktober bis Dezember 2019 nahm er am Wettbewerb von Mr. Gay Germany teil und belegte im Finale den zweiten Platz hinter Benjamin Näßler.
Nachdem der für 2023 gewählte Mr. Gay Germany auf sein Amt verzichtete, übernahm Schmitz den Titel und wurde der Öffentlichkeit als neuer Mr. Gay Germany vorgestellt.

## Fernsehkarriere
2021 kämpfte Schmitz mit 17 weiteren queeren Männern um die Gunst des Prince Charmings. Im Finale konnte Schmitz sich gegen den Zweitplatzierten Robin Solf durchsetzen und verließ gemeinsam mit Prince Charming Kim das Format. Im anschließenden Wiedersehen der Show gaben beide öffentlich bekannt, ein Paar zu sein. Im Juni 2022 gaben beide ihre Trennung bekannt.
Im Dezember 2021 nahm Maurice Schmitz zusammen mit seinem damaligen Partner Prince Charming Kim an Grip – Promi Kart Masters teil.
Im Sommer 2022 moderierte er für den queeren Streamingdienst OUTtv mehrere Live-Events.
2023 nahm er an dem Prince-Charming-Spin-Off Charming Boys von RTL teil. In dem Spin-Off dateten sich ehemalige Kandidaten und Newcomer. Gemeinsam mit Teampartner Vladimir Gunjic belegte er den vierten Platz.

## Fernsehauftritte
- 2021: Prince Charming Staffel 3 (RTL+)
- 2021: Grip – Promi Kart Masters (RTL II)
- 2022: Amsterdam Pride (OUTtv)
- 2023: Charming Boys (RTL+)
- 2023: Promi Big Brother – Die Late Night Show (Sat.1)